# Viktor Kratasjuk
Viktor Ivanovič Kratasjuk (in russo Виктор Иванович Кратасюк?, in georgiano ვიქტორ კრატასიუკი?, Vikt'or K'rat'asiuk'i; Poti, 30 gennaio 1949 – Poti, 18 marzo 2003) è stato un canoista sovietico, dal 1991 georgiano.

## Palmarès

### Olimpiadi
- 1 medaglia:
  - 1 oro (Monaco di Baviera 1972 nel K2 1000 m)